# George William Gray
George William Gray (* 4. September 1926 in Denny, Schottland; † 12. Mai 2013) war ein britischer Chemiker, der wichtige Beiträge zur Materialwissenschaft von Flüssigkristallen leistete. Er war Professor für organische Chemie an der University of Hull.

## Werdegang
Gray studierte an der Universität Glasgow (Bachelor 1946) und der Universität London, an der er 1953 promoviert wurde. Danach war er an der Universität von Hull, wo er 1960 Senior Lecturer und 1978 Professor wurde und 1990 emeritierte.
In Zusammenarbeit mit dem Royal Radar Establishment entdeckte er 1973 Flüssigkristalle aus Cyano-Biphenyl, die bei Raumtemperatur in einer stabilen nematischen Phase waren und sich später für LCDs eigneten.
Er war Fellow der Royal Society (1983) und Commander of the British Empire (CBE, 1991). 1995 erhielt er den Kyoto-Preis und 1987 erhielt er die Leverhulme Medal der Royal Society. Er war Präsident der International Liquid Crystals Society. Ihm zu Ehren wird die George W. Gray Medal der British Liquid Crystals Society vergeben. 1993 und 1994 erhielt er die Goldmedaille der Society of Chemical Industry und 1979 und 1992 Queen´s Awards.

## Schriften
- Molecular structure and properties of liquid crystals, Academic Press 1962
- mit K. Harrison, J. Nash New Family of Nematic Liquid Crystals for Displays, Electron. Letters, 9, 1976
- mit A. Mosley A Liquid Crystal Mixture for Use in Smectic Liquid Crystal Display Devices,  J. Chem. Soc., Chem. Commun., 147, 1979
- mit J. W. G. Goodby Smectic liquid crystals: textures and structures, Glasgow 1984
- Herausgeber Liquid crystals and plastic crystals, 2 Bände, Chichester, Horwood 1974